# Gangtok
Gangtok ( hallgat, nepáli/hindi nyelven: गंगटोक) India Szikkim szövetségi államának fővárosa, egyben legnagyobb városa. A Himalája délkeleti részén helyezkedik el. A tiszta környezetű, mérsékelt éghajlatú városban körülbelül ötvenezer ember él, s egyben ez Szikkim idegenforgalmi központja.

## Neve
Gangtok nevének jelentése nem tisztázott, valószínű jelentése: magas domb.

## Földrajz
Átlagos tengerszint feletti magassága 1437 m. A Mount Everesttől (Csomolungma) délkeletre fekszik.

## Történelem
Korai történelméről nem sokat lehet tudni. Korábban egy kicsiny falucska volt. Az Enchey buddhista kolostor 1716-ban épült. 1840-ben az Enchey  kolostor egy zarándoklat központja lett. A 19. század végén jelentős közlekedési csomópont lett Tibet és brit India között. 1894-ben Thutob Namgyal szikkim király brit nyomásra áthelyezte Tumlongból Gangtokba a fővárost. Egy különleges szerződéssel 1947-ben csatlakozott az immár független Indiához. 1975-ben a korábbi monarchia megszűnt és Szikkim vált India 22. szövetségi államává, Gangtok maradt a főváros.